# Haus Harkorten

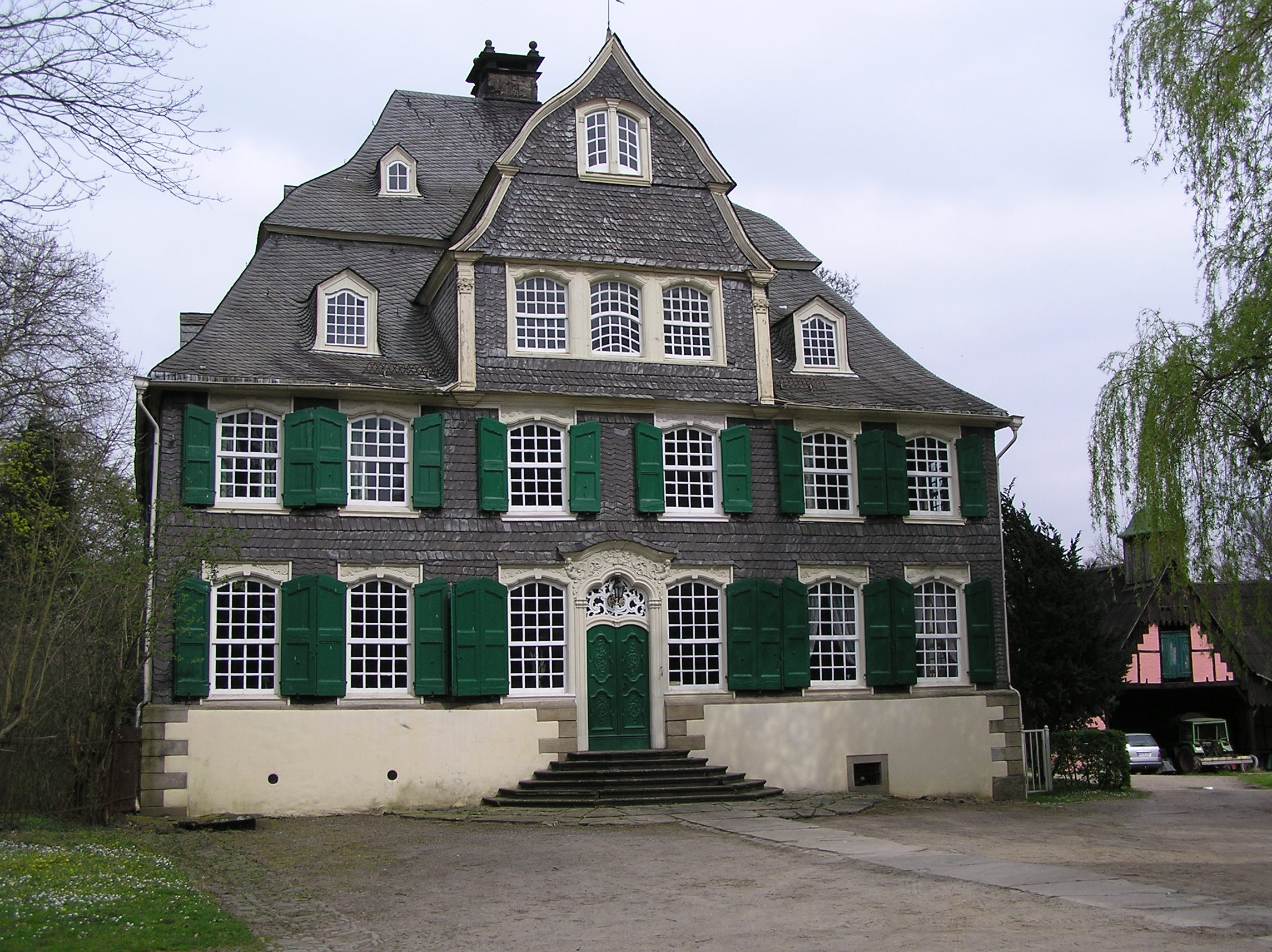
Herrenhaus (2007)

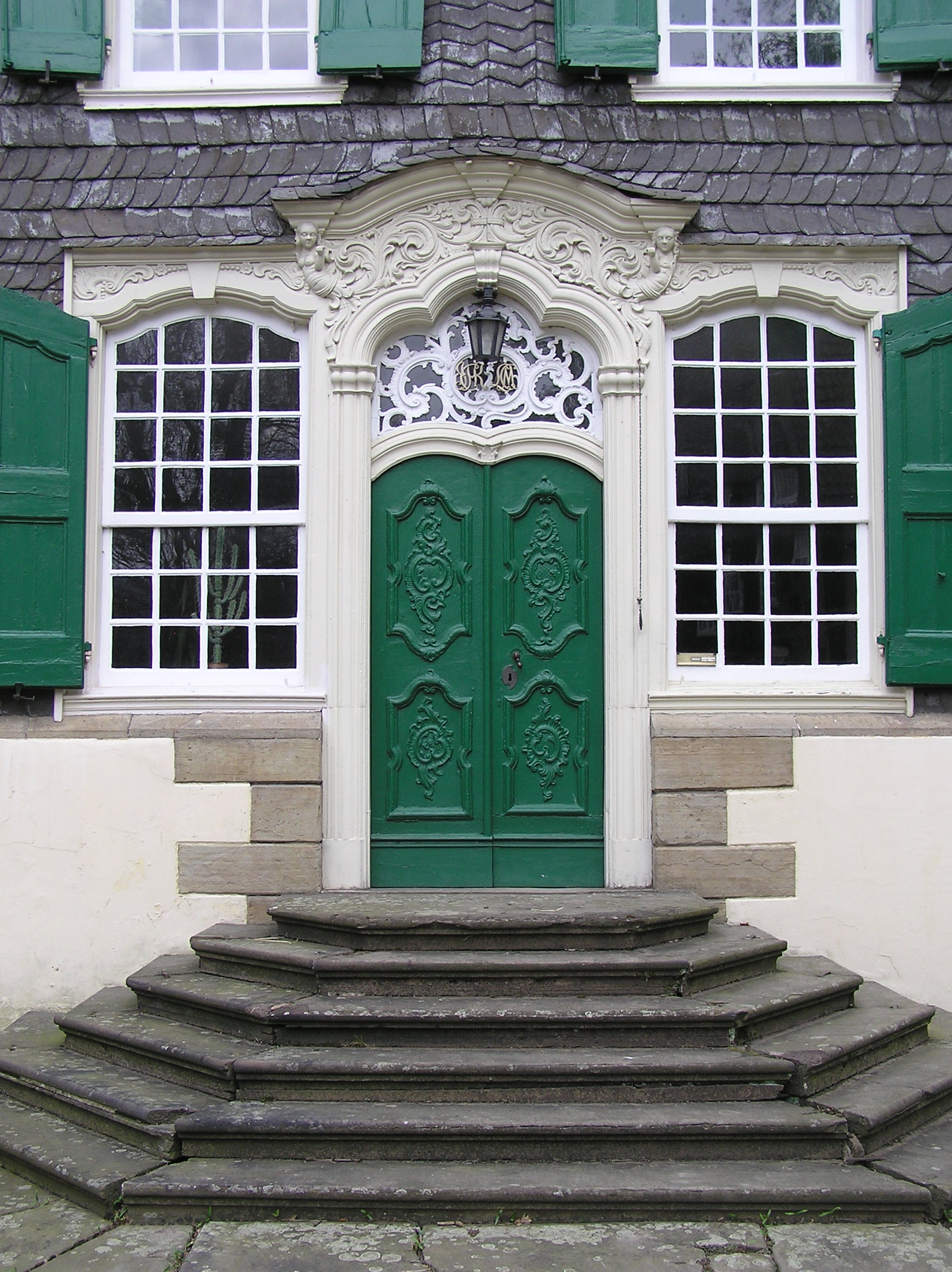
Portal

Haus Harkorten ist eine baulich fast vollständig erhaltene, jedoch verfallende spätbarocke Gutsanlage und der ehemalige Wohnsitz der Patrizier- und Unternehmer-Familie Harkort im Hagener Stadtteil Westerbauer im südöstlichen Ruhrgebiet.

## Anlage
Die denkmalgeschützte Gesamtanlage am Nordrand der früheren Gemeinde Westerbauer wird durch eine vermutlich zeitgleich entstandene, lange Lindenallee erschlossen und besteht aus mehreren Gebäuden:
- dem ehemaligen Herrenhaus aus der zweiten Hälfte des 18. Jahrhunderts, das über eine sechsstufige Freitreppe betreten wird,
- dem „Ökonomiegebäude“ (dem alten Stammhaus), das im späten 17. Jahrhundert errichtet worden war
- und dem 1705 gebauten Speicher, der zum Teil auch zu Wohnzwecken genutzt wurde.

Das mindestens aus dem 18. Jahrhundert stammende „Backhaus“, welches 2013 abgetragen und auf neuen Fundamenten neu errichtet wurde, war nicht in das Denkmalensemble aufgenommen worden. Der Neubau enthält keine historische Substanz mehr.
Haus Harkorten gilt als ein „Höhepunkt des Bergischen Wohnhausbaus“, obwohl nicht im historischen Herzogtum Berg gelegen. Der zweigeschossige Fachwerkbau auf hohem Bruchsteinsockel besitzt ein gebrochenes, teilweise geschweiftes Walmdach, dem an Eingangs- und Gartenseite jeweils ein großes Zwerchhaus mit geschweiftem Giebel vorgesetzt ist. In sechs Achsen sind große barocke Fenster über die Fassade verteilt. Zwischen den mittleren Fenstern befindet sich der Eingang mit Freitreppe. Er besitzt ein reich mit Rocaille-Schnitzereien verziertes Portal mit verziertem Oberlicht. Es entstand ein axialsymmetrischer, quadratischer Grundriss der als reines Wohn- und Kontorhaus geplant war – jegliche Produktionsbereiche fehlten. Die Fenster und die originale Verglasung sind weitgehend erhalten. Im oberen Geschoss befanden sich Wohn- und Schlafzimmer, im Dachgeschoss die Kammern für das Personal sowie weitere Lagerräume.

## Geschichte

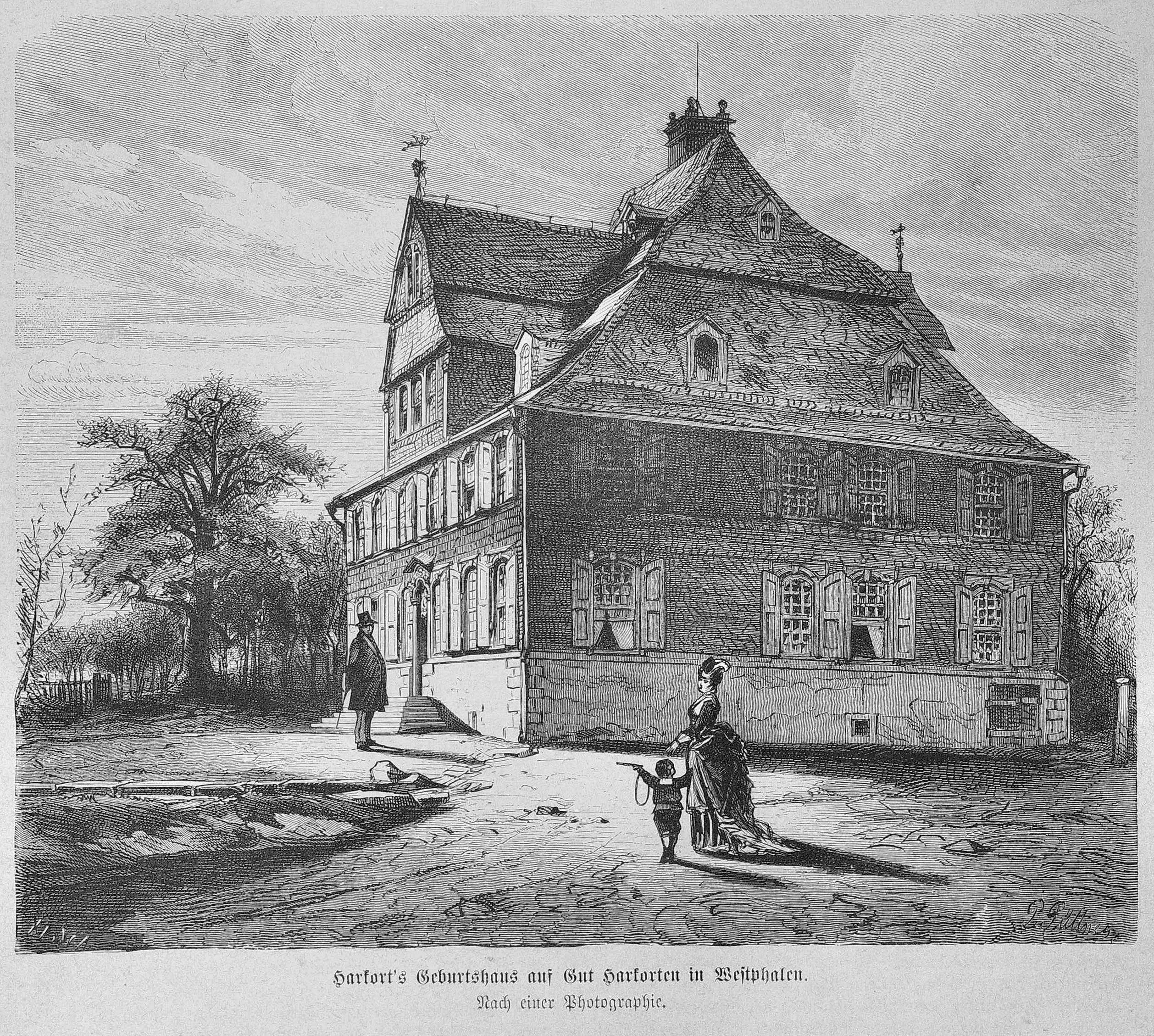
Um 1877

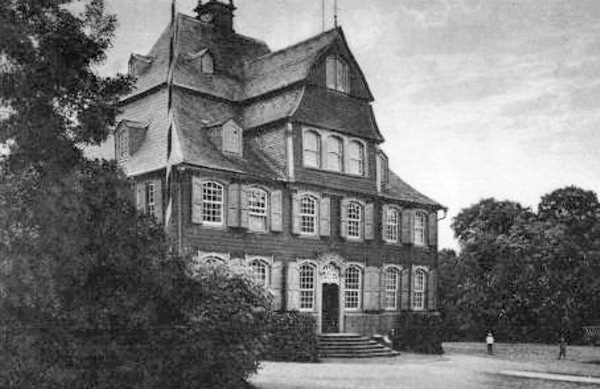
Herrenhaus um 1915

Haus Harkorten ist Geburtshaus von Gustav, Eduard und Friedrich Harkort, dem „Vater des Ruhrgebiets“. Nur wenige hundert Meter entfernt in der Nähe der Ennepe befand sich die Harkort’sche Fabrik, von der heute allerdings nur noch wenige Gebäudeteile übriggeblieben sind. Direkt daneben führte noch bis in die 1960er Jahre hinein die Harkort’sche Kohlenbahn vorbei.
In den Jahren 1756/57 ließ Johann Caspar Harkort III. (1716–1760) auf dem älteren Gut der Familie Harkort ein neues Herrenhaus durch die Schwelmer Meisterschule im bergischen Rokokostil errichten. Die Anregung zum Bau des Herrenhauses ging von der einer großbürgerlichen Familie entstammenden Louisa Catharina Harkort geb. Märcker (1718–1795) aus, die am Hof der Essener Fürstäbtissin erzogen wurde.
Der letzte Eigentümer war ein entfernter Nachfahre der Erbauerfamilie. Ihm fehlten, so Bettina Vaupel von der Deutschen Stiftung Denkmalschutz, die finanziellen Mittel für den Unterhalt. Haus Harkorten befand sich 2014 akut im Verfall durch jahrelangen Leerstand und fehlenden Bauunterhalt. Die Gutsanlage wurde in Einzeleigentum zerschlagen. An den stark geschädigten Nebengebäuden laufen Instandsetzungsarbeiten. Die Garten- und Parkanlagen sind verwildert, die umgebende Landschaft ist durch Bebauung gestört. Ein Investor übertrug das Eigentum an dem Haus mit dem Ziel der allmählichen Sanierung und späteren Nutzung an einen gemeinnützigen Verein, der auch von der Stadt Hagen unterstützt wird.
Im Jahr 2016 wurden vom Denkmalschutz-Sonderprogramm des Bundes 240.000 € genehmigt, um den weiteren Verfall des Gebäudes aufzuhalten. Als erste Maßnahme wird die mit Schiefer verkleidete Fassade inklusive Dach instand gesetzt. Des Weiteren soll ein Konzept zur künftigen denkmalverträglichen Nutzung erarbeitet werden. Geplant ist eine temporäre Öffnung für kulturelle Veranstaltungen sowie eine museale Präsentation im Erdgeschoss.
Der „Verein zur Förderung des Erhalts und der Entwicklung von Haus Harkorten e. V.“ kümmert sich um die Zukunft von Haus Harkorten.